# Sejjedmostafa Salehizade
Sejjedmostafa Salehizade (pers. سید مصطفی صالحی زاده; ur. 6 września 1993) – irański zapaśnik walczący w stylu klasycznym. Zajął dwunaste miejsce na mistrzostwach świata w 2017. Mistrz Azji w 2017. Brązowy medalista igrzysk wojskowych w 2015. Trzeci w Pucharze Świata w 2017. Mistrz Azji juniorów w 2013 roku.